# Wereldtentoonstelling van 1910

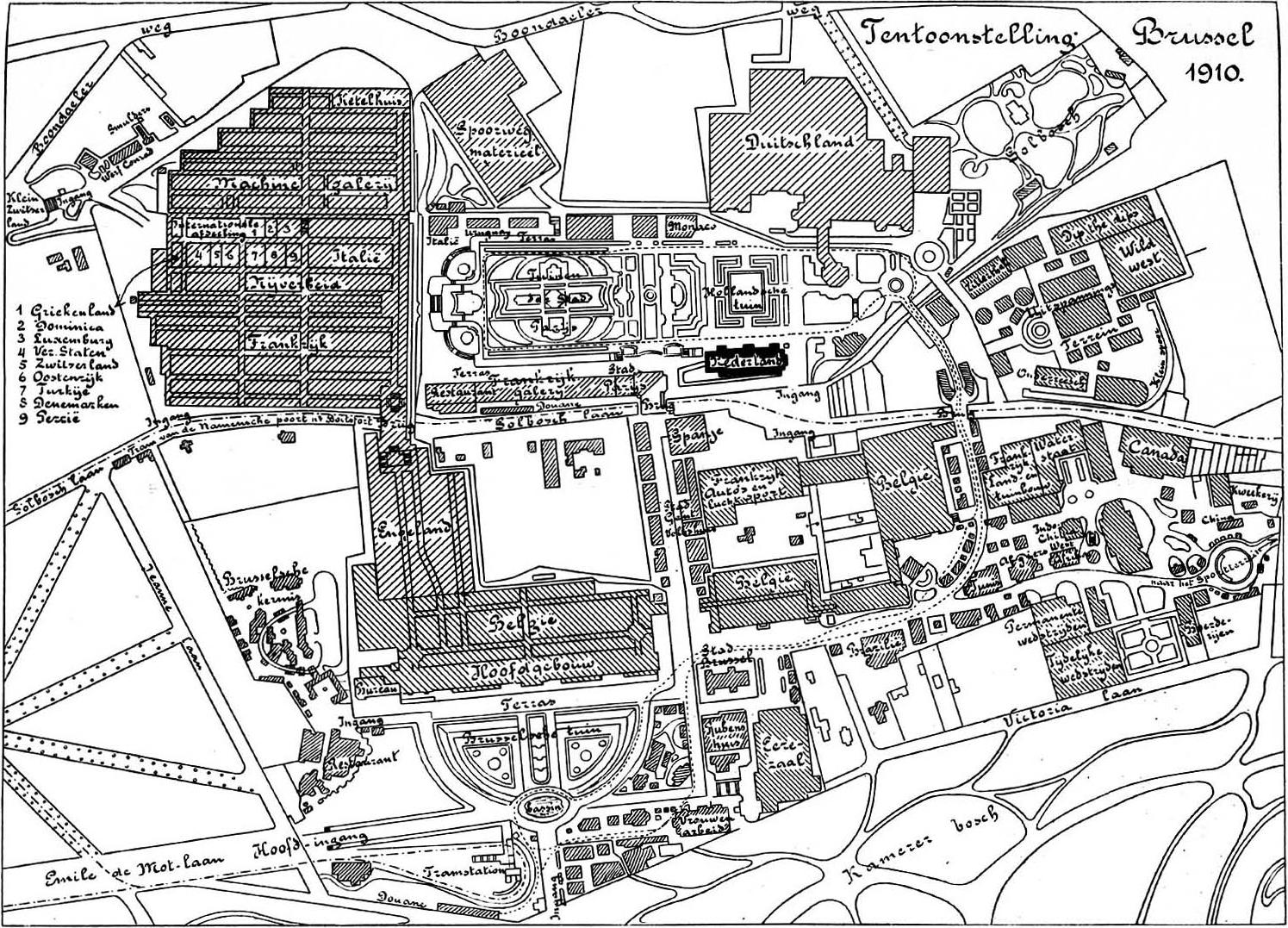
Plattegrond van de Expo 1910

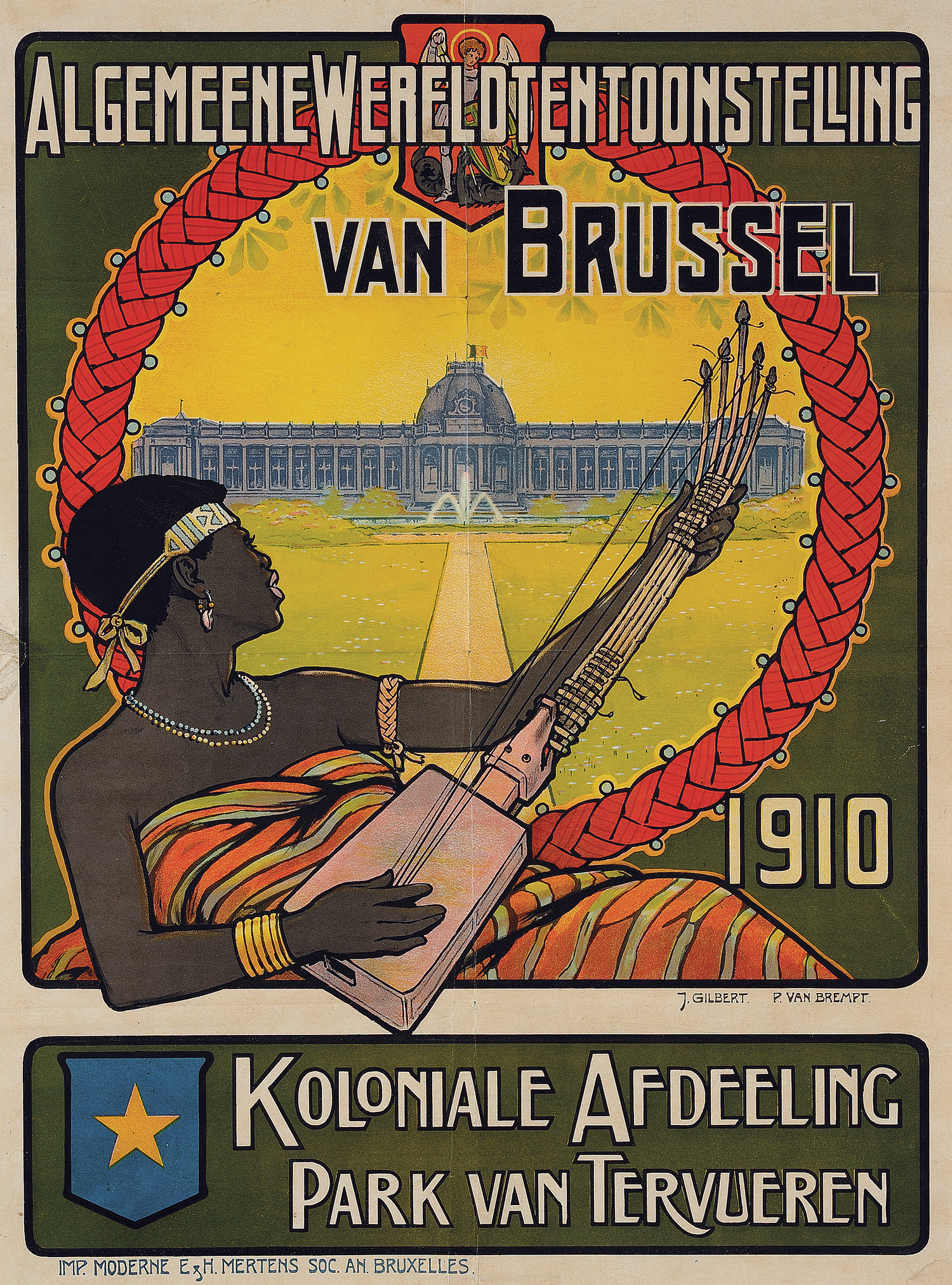
Affiche voor het koloniale deel in Tervuren. Er was ook een koloniale sectie op Solbosch met een Senegalees woondorp.

De Wereldtentoonstelling van 1910 (Exposition Universelle et Internationale) was een wereldtentoonstelling die werd gehouden te Brussel van 23 april tot 1 november 1910. Het Bureau International des Expositions heeft deze tentoonstelling achteraf erkend als de 17e universele wereldtentoonstelling.
De terreinen en gebouwen waren deels gelegen rond de wijk Solbosch (in de zuidelijke uitbreiding van Brussel) en deels in het Jubelpark (restant van de Wereldtentoonstelling van 1897), waar de kunsttentoonstelling plaatsvond. De koloniale tentoonstelling vond plaats in het pasgebouwde Paleis der Koloniën in Tervuren. In het centrum van Brussel werd de Kunstberg aangelegd. Het park met een monumentale trapgang, voorzien van fonteinen, watervalletjes en beeldhouwwerken, gold als een van de attracties van de Wereldtentoonstelling. De meeste gebouwen werden door de verbrusseling in de jaren 60 en 70 van de 20e eeuw afgebroken.

## Verloop
Door een brand op 14 en 15 augustus werden verscheidene paviljoenen vernield. Een deel van de Belgische en Franse secties werden vernield, maar het zwaarst getroffen was de Engelse sectie. Ook werden alle attracties van het Luna-Park en Brussel Kermis vernield. Na de brand werden sommige vernielde delen van de tentoonstelling in sneltempo heropgebouwd.
De Franse sectie telde meer dan 10.000 exposanten en was verspreid over 80.000 m², waaronder tuinen en paviljoenen van de Franse kolonies met een Senegalees dorp. Het Duitse paviljoen werd ontworpen door de Deutscher Werkbund en binnenin werd in veertig zalen het beste van de Duitse design tentoongesteld. Er was ook een paviljoen van de wettelijke bescherming van arbeiders op de Wereldtentoonstelling.
De Zwitserse kunstschilderes Martha Stettler won op deze wereldtentoonstelling met haar werk een medaille.

## Statistieken
- Bezoekersaantal: 13 miljoen
- Oppervlakte: 220 are
- Winst: -100.000 Belgische frank

## Restanten
- De Kunstberg en Hotel Astoria zijn nog restanten ervan en zijn ondertussen beschermde gebouwen. Ook de St. Jan Berchmanskerk was net gebouwd en gebruikt voor de tentoonstelling van kunst.
- Van het Solbosch-gedeelte bleef het hoofdgebouw van de ULB over op de Campus Solbosch.[8]